# 魚津市立村木小学校

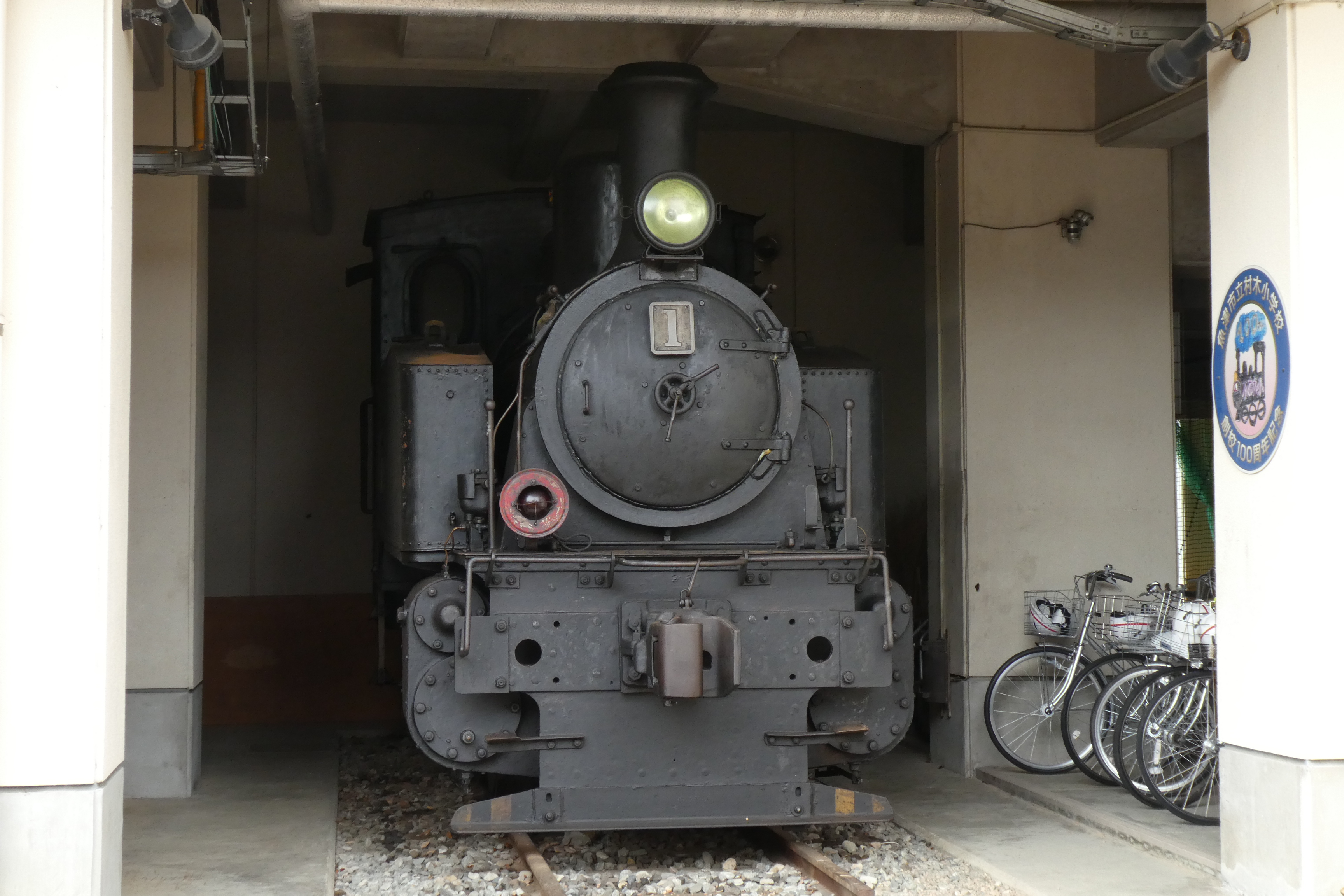
体育館下のピロティーに静態保存されている1245形蒸気機関車。

魚津市立村木小学校（うおづしりつ むらきしょうがっこう）は、富山県魚津市村木にかつて存在した小学校。

## 概要
魚津市の村木地区（いわゆる、鴨川以北の地域）を通学区域としていた。体育館下のピロティーには、日本カーバイド工業魚津工場から魚津市に寄贈された蒸気機関車が置かれている。
旧校舎は2018年6月から10月にかけて改修され、同年12月1日より1階に村木公民館（児童玄関は多目的ホール）、2階に魚津せり込み蝶六保存会の練習場および放課後児童クラブの活用スペース、3階に魚津市教育センターが入居する複合施設として運用されることになった。また、2020年度には、一部（2階の3教室）を県内初の企業用サテライトオフィスの体験施設「お試しオフィス」として整備される。
2025年時点で、村木公民館は村木コミュニティセンターに名称変更している。

## 沿革
個別に出典が提示されていない箇所の出典→
- 1907年、新校舎の建設が決定。
- 1908年末、下新川郡魚津町大字金浦町に、工費24,000余円で竣工。同年12月24日、神明川以東の児童を魚津町立魚津尋常高等小学校（後の魚津市立大町小学校）から分離し、12学級の『魚津尋常小学校』と称した。
- 1909年1月8日、開校。当時の校舎は各地の学校を参考にした最新式のもので、下新川郡内一の立派なものといわれた。
- 1923年、講堂新築。
- 1930年、特別教室3、普通教室1増築。
- 1934年、『村木尋常小学校』に改称。
- 1941年、『村木国民学校』に改称。
- 1947年、『富山県下新川郡村木小学校』に改称。
- 1952年、『魚津市立村木小学校』に改称。
- 1956年9月10日、魚津大火により木造校舎を焼失。これ以降大町小学校、本江小学校、東部中学校、西部中学校、魚津高等学校、道下公民館で分散授業を実施。
- 1957年7月31日、新校舎の建設に着手[5]。
- 1958年
  - 3月19日 - 3月21日 卒業生を対象に建設中の新校舎にて授業を実施後、3月23日に卒業式を実施[5]。
  - 5月20日、新校舎での授業を開始[6]。
  - 5月28日、鉄筋コンクリート3階建て（一部5階建てペントハウス）の校舎新築。当時は北陸一のモデル校舎であった[6]。この年の10月20日、富山国体の開催時に昭和天皇、香淳皇后が大火の復興の様子を視察するため新築なった新校舎（当時）の屋上に行幸啓[7]。
- 1959年11月、富山県教育委員会から優良校として表彰される。
- 1966年7月10日、プール竣工（工費540万円）[8]。
- 1987年7月、前述の校舎が国の老朽危険校舎として指定される。これを機に校舎の改築が決定する[9]。
- 1988年11月30日、鉄筋コンクリート3階建て、延床面積3,900 m2の校舎竣工[1][10]。
- 1990年1月8日、体育館完成に伴い、同日に校舎体育館の竣工式を挙行[11]。
- 2018年
  - 4月、大町小学校、本江小学校、上野方小学校と共に、魚津市立よつば小学校に統合され廃校[12]。
  - 12月1日、旧校舎建物が村木公民館、魚津市教育センターなどが入居する複合施設に転用される[1]。

## 本校出身の著名人
- 宇田新太郎（第一回卒業生の一人）

- 沖田×華（平成2年度卒業）